# Lorry
Lorry är en svensk TV-serie som hade premiär den 19 oktober 1989 och som sedan sändes i fyra säsonger till och med 1995. Totalt omfattas serien av 26 avsnitt samt ett "julspecialavsnitt" (1989) och ett "påskspecialavsnitt" (1995). 1991 gjorde "Lorrygänget" en krogshow på Tyrol och 1994 kom filmen Yrrol – en kolossalt genomtänkt film.

## Produktion och innehåll

### Bakgrund
Lorry föddes som ersättning på ett program som aldrig blev av. SVT ville 1989 producera ett nytt satirprogram, med Kjell Sundvall (senare känd för Jägarna) som regissör och Ulla Skoog samt Helge Skoog i rollerna. På grund av andra engagemang fick denna idé skrinläggas, och tablåluckan – samt den tilldelade posten i programbudgeten – fylldes av en helt ny ensemble.
Kjell Sundvall rekryterade Johan Ulveson, som han var bekant med, och skaffade Peter Dalle till att skriva manus. Den sistnämnde ville dock helst agera som skådespelare och tipsade själv om sina bekanta Lena Endre och Claes Månsson som kompletterande namn.
Peter Dalle var i hög grad motorn bakom Lorry. Han skrev stora delar av materialet och regisserade även den fjärde och sista säsongen (de första tre regisserades av Kjell Sundvall). Andra som bidrog till manuset var Carsten Palmaer, Sven Hugo Persson och Rolf Börjlind.

### Innehåll och mottagande
Programmet påstods vända sig till "frånskild och mogen ungdom", vilket också var förklaringen till att det var samma namn på programmet som ett dansbandshak i Sundbyberg. 
Lorry-gänget blev känt för sin vassa, stötande och politiskt inkorrekta humor, vilket till och med ledde till anmälningar till radionämnden. Detta gällde bland annat en reklamparodi, där en kvinna hade en sprejburk med texten "Håll  rent" i handen och använde den till att städa och efter varje sprejning sade "All skit försvinner"; hon sprejade slutligen på en invandrare, så att denne försvann.
TV-seriens signaturmelodi var låten "In the Stone" av Earth, Wind & Fire.
Lorry hade återkommande inslag som "Patentverket", där en uppfinnare från Sundbyberg (spelad av Peter Dalle) alltid avslutade med "tänkte inte på det.", men även inslag som det tyska komikerparet "Topzy und Wolf", "Larry löser fallet" och "Boktipset" samt det återkommande "Tillfälligt avbrott" och "Folkets forum", båda med Stefan Sauk. Sauk gjorde sig känd med repliken "Det är mycket nu". En figur som hade premiär i Lorry var Johan Ulvesons skapelse Farbror Bosse.

### Fortsättning
De båda filmerna Yrrol (1994) och Lyrro – Ut & invandrarna (2018) är långfilmsversioner av Lorry-satiren. I den senare filmen har originalskådespelarna kompletterats med komikernamn ur den yngre generationen. 1997 regisserade Peter Dalle långfilmen Ogifta par – en film som skiljer sig, med Lorry-namn i de fyra huvudrollerna.
Lorrygänget återkom även med en revy på Oscarsteatern i Stockholm som blev en stor publikframgång 2001–2002. Delar av revyn bestod av sketcher och sånger från TV-serien.

## Medverkande
Fyra skådespelare medverkade i alla fyra säsonger av TV-serien. De fasta rollfördelningen i de flesta sketcher sköttes av Dalle, Ulveson och Månsson. Ulla Skoog var den flitigast medverkande av de fem kvinnliga skådespelare som deltog i sketcherna. I varje avsnitt figurerade Stefan Sauk med satiriska monologer.
- Peter Dalle (Säsong 1–4)
- Johan Ulveson (Säsong 1–4)
- Claes Månsson (Säsong 1–4)
- Stefan Sauk (Säsong 1–4)
- Ulla Skoog (Säsong 1–2 och 4)
- Lena Endre (Säsong 1)
- Gunilla Röör (Säsong 2)
- Gunnel Fred (Säsong 3)
- Suzanne Reuter (Säsong 3–4)

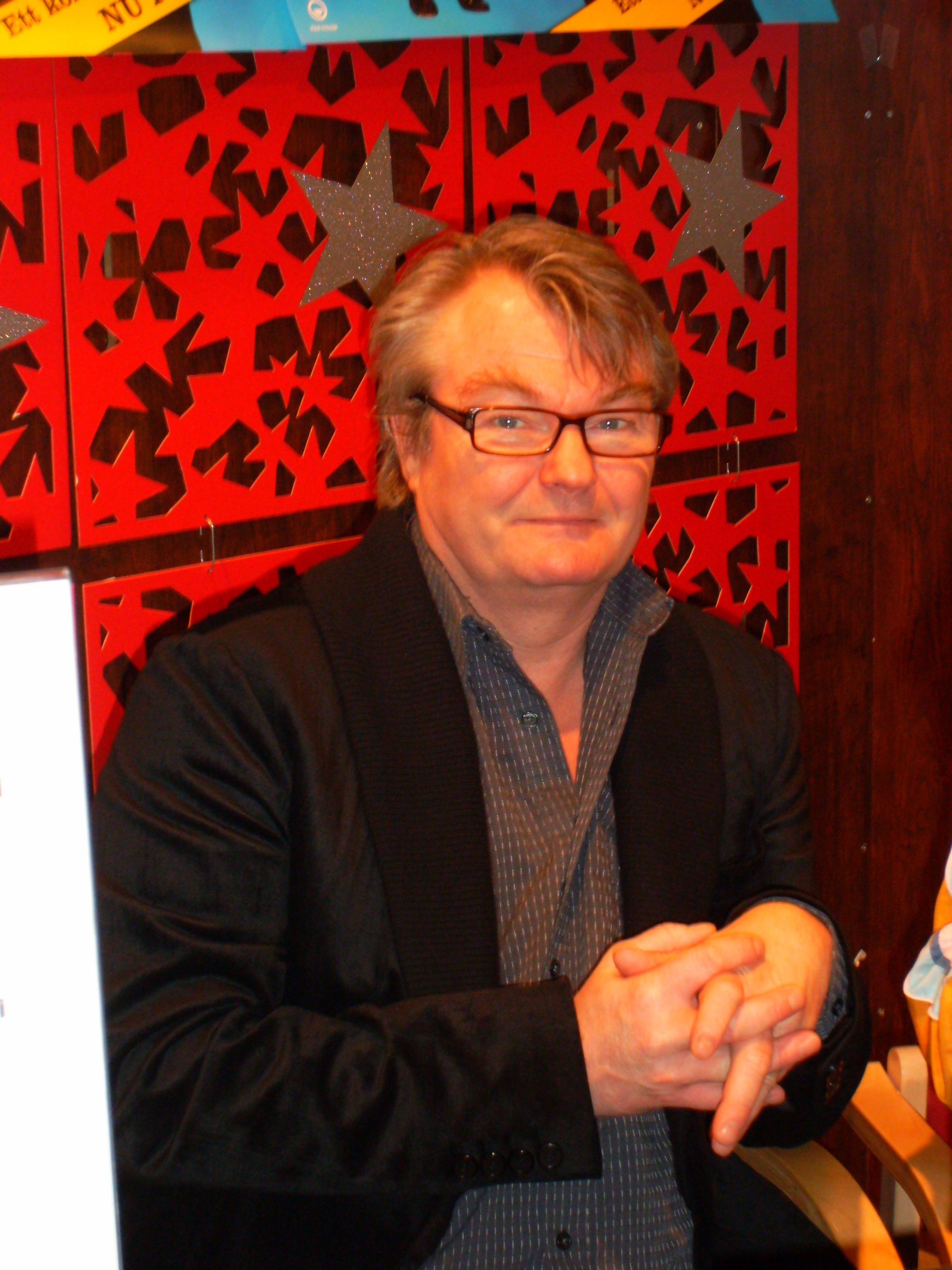
Peter Dalle (2008).
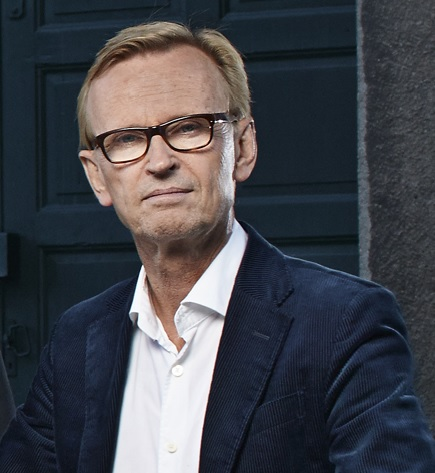
Johan Ulveson (2014).
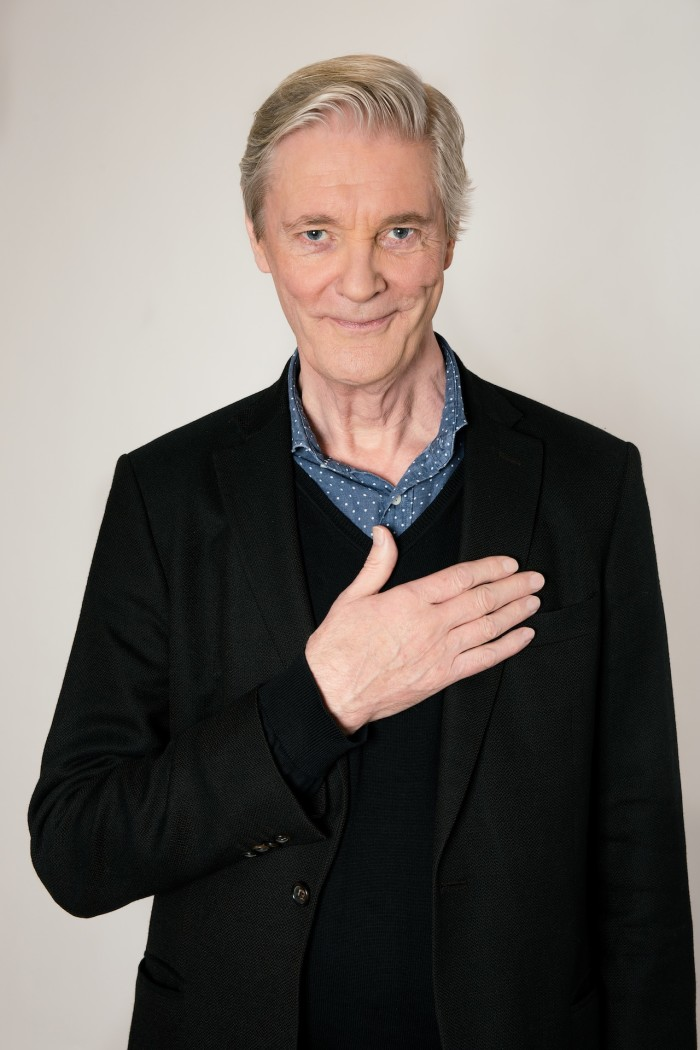
Claes Månsson (2014).
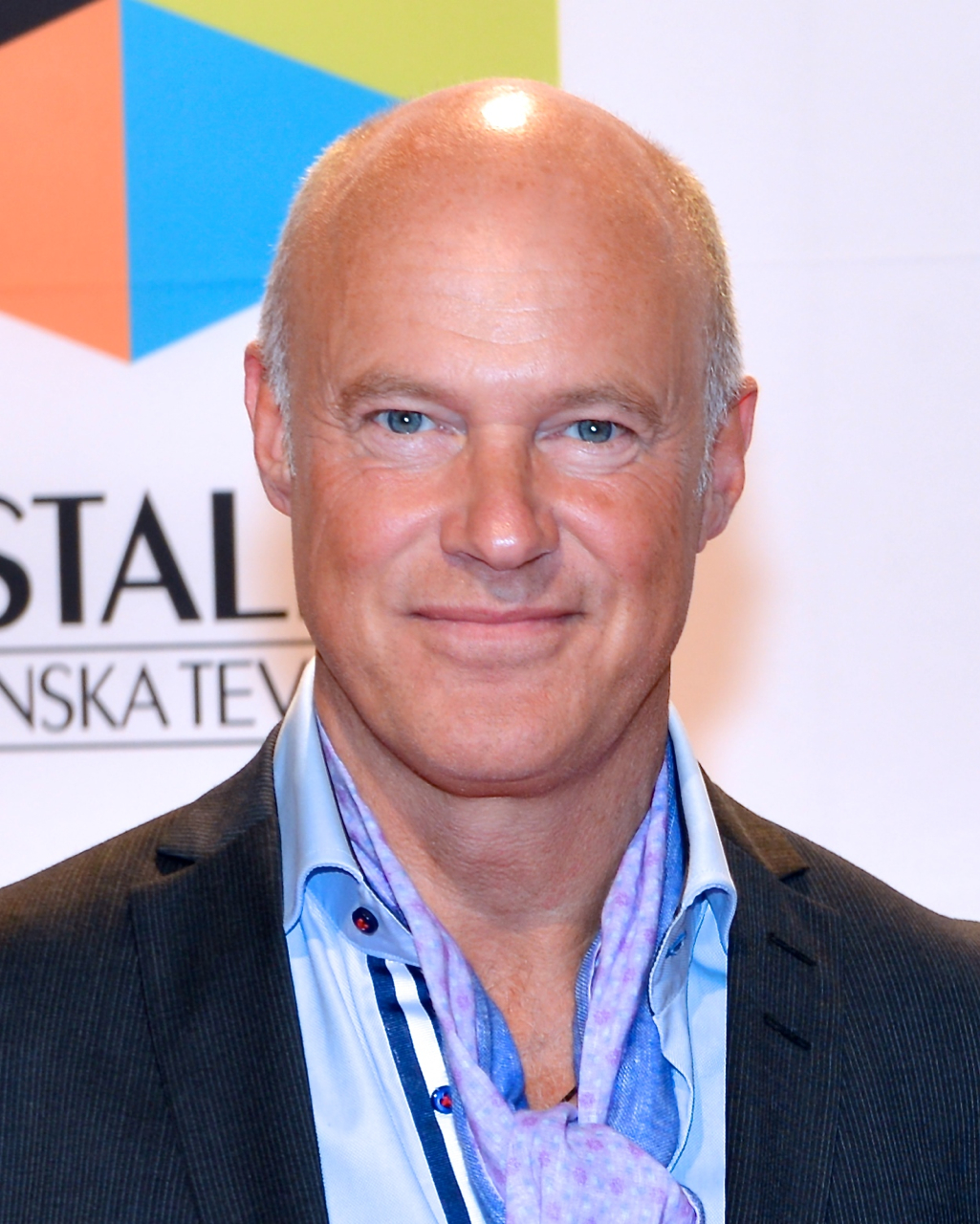
Stefan Sauk (2013).
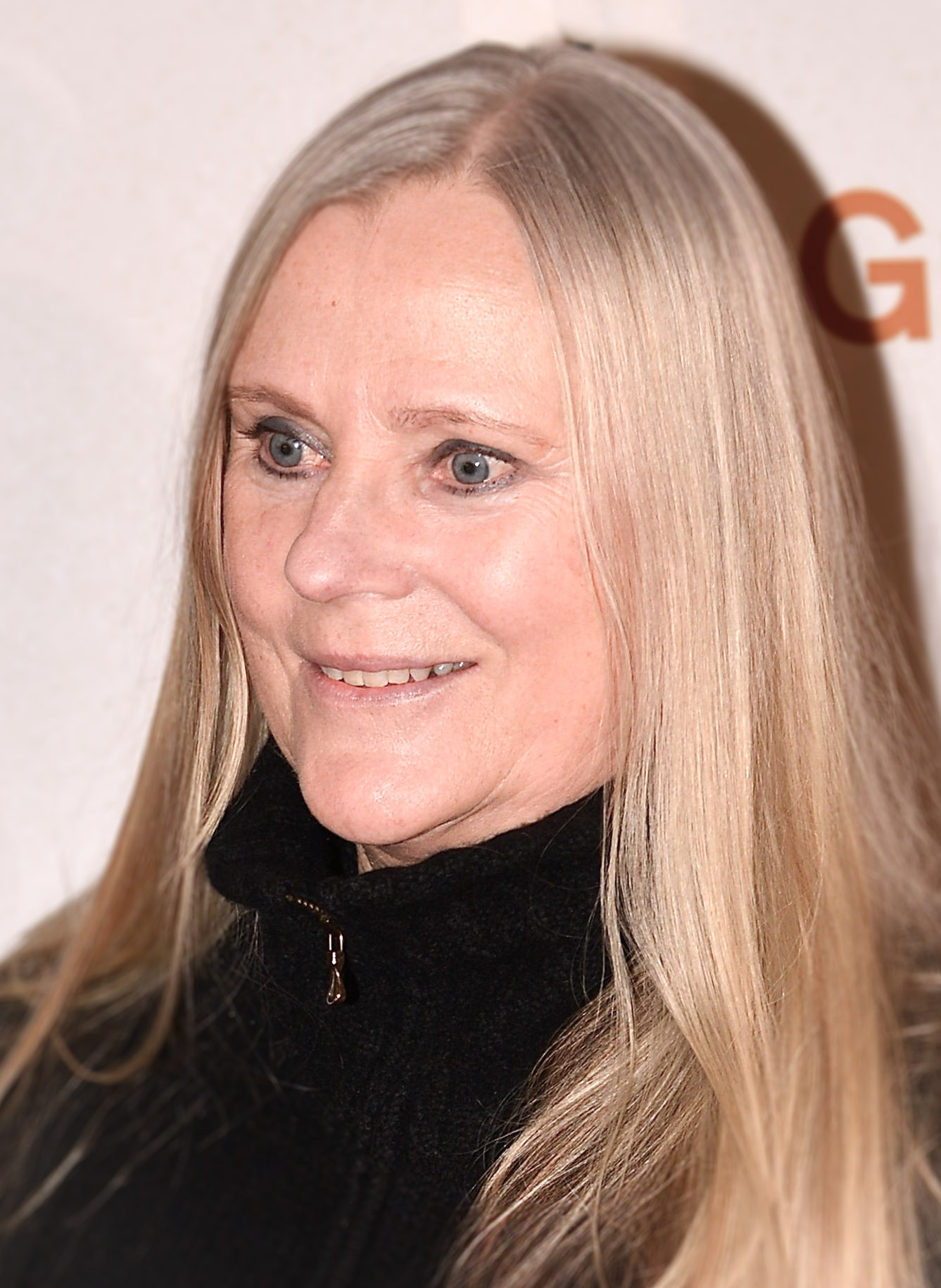
Ulla Skoog (2013).
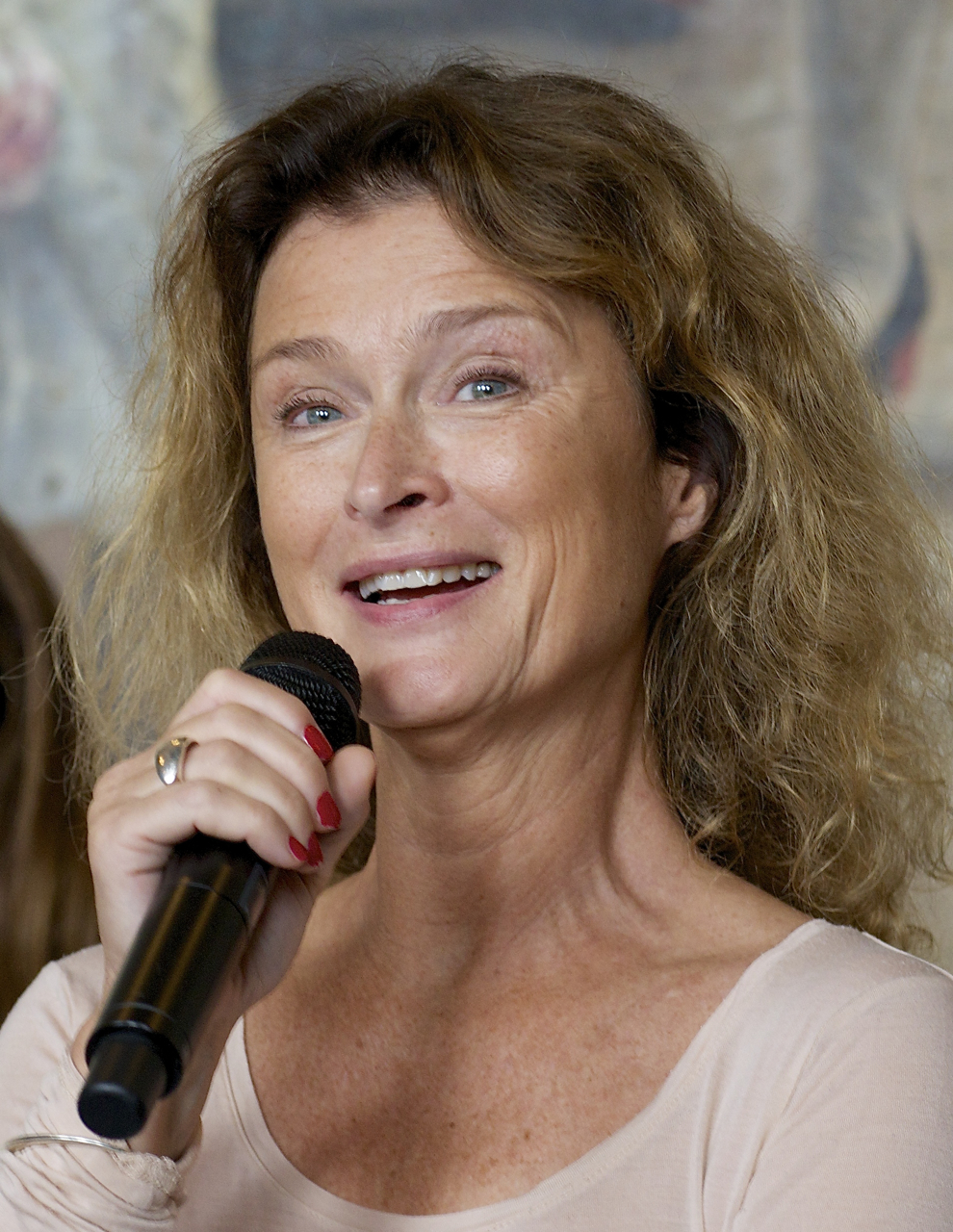
Lena Endre (2014).
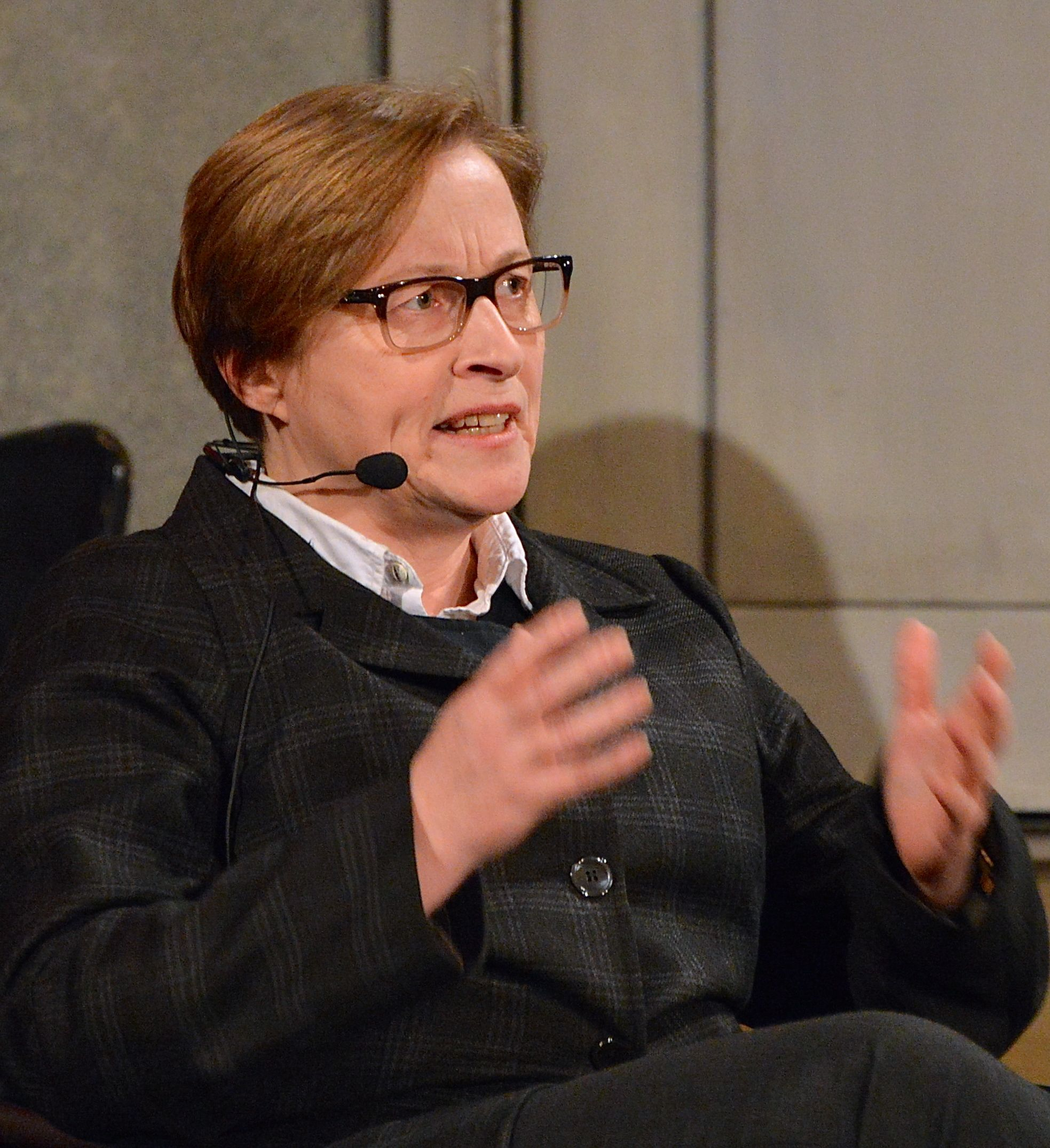
Gunilla Röör (2014).

### Övriga medverkande
- Göran Martling, musiker (Säsong 1)
- EwaMaria Björkström (Julspecial, säsong 1)

## Avsnitt
| - 19 oktober: Avsnitt 1 - 26 oktober: Avsnitt 2 - 2 november: Avsnitt 3 - 9 november: Avsnitt 4 - 16 november: Avsnitt 5 - 23 november: Avsnitt 6 - 22 december: Julspecial - 24 mars: Avsnitt 1 - 31 mars: Avsnitt 2 - 7 april: Avsnitt 3 - 14 april: Avsnitt 4 - 21 april: Avsnitt 5 - 28 april: Avsnitt 6 | - 12 november: Avsnitt 1 - 19 november: Avsnitt 2 - 26 november: Avsnitt 3 - 3 december: Avsnitt 4 - 17 december: Avsnitt 5 - 21 januari: Avsnitt 6 - 28 januari: Avsnitt 7 - 21 februari: Avsnitt 8 - 28 februari: Avsnitt 1 - 7 mars: Avsnitt 2 - 14 mars: Avsnitt 3 - 21 mars: Avsnitt 4 - 28 mars: Avsnitt 5 - 4 april: Avsnitt 6 - 13 april: Påskspecial |

## DVD
- Hela serien (alla fyra säsonger samt jul- och påskspecialarna, totalt 28 avsnitt) släpptes den 7 juli 2010 på 5 skivor i en DVD-box med titeln "The Story of Lorry". Enligt omslaget är vissa avsnitt på skivorna omredigerade från sitt ursprungsformat, på grund av musikrättigheter.